# USS Independence (CVL-22)
USS Independence (CV-22/CVL-22) là một tàu sân bay hạng nhẹ của Hải quân Hoa Kỳ, là tàu chiến thứ tư của Hải quân Mỹ mang cái tên này, và là chiếc dẫn đầu trong lớp của nó. Được đưa vào hoạt động năm 1943, nó tham gia nhiều chiến dịch tại mặt trận Thái Bình Dương, bao gồm trận Hải chiến vịnh Leyte, được tặng thưởng 8 Ngôi sao Chiến đấu. Sau chiến tranh, nó được sử dụng làm mục tiêu cho các cuộc thử nghiệm bom nguyên tử tại đảo san hô Bikini, và sau đó bị đánh chìm do đã bị nhiễm phóng xạ nặng vào năm 1951.

## Thiết kế và chế tạo
Được đặt lườn bởi hãng New York Shipbuilding Corporation tại Camden, New Jersey, vào ngày 1 tháng 5 năm 1941 như chiếc tàu tuần dương hạng nhẹ Amsterdam (CL-59), thuộc lớp Cleveland, nó được cải biến trong quá trình chế tạo và được đổi tên thành Independence, được hạ thủy dưới số hiệu CV-22 vào ngày 22 tháng 8 năm 1942; được đỡ đầu bởi Bà Rawleigh Warner, và được đưa vào hoạt động ngày 14 tháng 1 năm 1943, dưới quyền chỉ huy của Thuyền trưởng G. R. Fairlamb, Jr..

## Lịch sử hoạt động
Là chiếc dẫn đầu trong lớp tàu sân bay mới được cải tạo từ thân những chiếc tàu tuần dương hạng nhẹ, Independence tiến hành chạy thử và huấn luyện tại vùng biển Caribbe. Sau đó nó đi ngang qua kênh đào Panama để gia nhập Hạm đội Thái Bình Dương, đi đến San Francisco ngày 3 tháng 7 năm 1943. Independence lên đường đi đến Trân Châu Cảng ngày 14 tháng 7, và sau khi được đổi số hiệu thành CVL-22 vào ngày 15 tháng 7 năm 1943, nó trải qua hai tuần thực hành huấn luyện rồi đi cùng các tàu sân bay hạng nặng Essex (CV-9) và Yorktown (CV-10) trong đợt không kích đảo Marcus. Máy bay từ các tàu sân bay đã phá hủy được hơn 70% các cơ sở quân sự trên đảo trong ngày 1 tháng 9, và trong chiến dịch tiếp theo sau nó tiến hành đợt không kích tương tự lên đảo Wake trong các ngày 5 và 6 tháng 10.

### Không kích Rabaul và quần đảo Gilbert
Independence rời Trân Châu Cảng ngày 21 tháng 10 đi Espiritu Santo, và trong trận không kích tiếp theo sau nhắm vào Rabaul ngày 11 tháng 11, các xạ thủ trên tàu đã ghi được những chiến công đầu tiên khi sáu máy bay Nhật bị bắn rơi. Sau chiến dịch này chiếc tàu sân bay được tiếp tế nhiên liệu tại Espiritu Santo rồi hướng đến quần đảo Gilbert tung ra các đợt không kích chuẩn bị cho việc đổ bộ lên đảo Tarawa từ ngày 18 tháng 11 đến ngày 20 tháng 11 năm 1943. Trong một đợt phản công của Nhật vào ngày 20 tháng 11, Independence bị một nhóm máy bay tấn công sát mặt nước. Sáu chiếc bị bắn rơi, nhưng chúng cũng xoay xở thả được ít nhất năm quả ngư lôi, trong đó một quả đã đánh trúng mạn phải con tàu. Chiếc tàu sân bay bị hư hỏng nghiêm trọng và phải rút lui về Funafuti ngày 23 tháng 11 để sửa chữa. Trong khi chiếc dịch Gilbert, chặng đầu tiên trên con đường chinh phục đến Nhật Bản tại Trung Thái Bình Dương đang tiếp diễn, Independence bị buộc phải quay về San Francisco vào ngày 2 tháng 1 năm 1944 để được sửa chữa triệt để.

### Tái trang bị và huấn luyện hoạt động ban đêm
Chiếc tàu sân bay giờ đây trở thành kỳ cựu quay trở về Trân Châu Cảng ngày 3 tháng 7 năm 1944. Trong thời gian sửa chữa, con tàu được trang bị thêm một máy phóng, và sau khi đi đến vùng biển Hawaii, Independence bắt đầu huấn luyện để hoạt động ban đêm. Nó tiếp tục công việc tiền phong này từ ngày 24 đến ngày 29 tháng 8 ngoài khơi Eniwetok. Chiệc tàu cùng đội đặc nhiệm của nó khởi hành vào ngày 29 tháng 8 tham gia chiến dịch Palau và Trận Peleliu, nhằm mục đích củng cố các căn cứ vững chắc trước khi tiến hành đợt tấn công Philippines vào tháng 10. Independence thực hiện vai trò trinh sát và tuần tra chiến đấu trên không vào ban đêm để bảo vệ Lực lượng Đặc nhiệm 38 trong chiến dịch này.

### Philippines
Vào tháng 9 năm 1944, Lực lượng Đặc nhiệm 38 thường xuyên thực hiện các cuộc không kích vào Philippines chuẩn bị cho việc chiếm đóng quần đảo này. Khi Nhật Bản không có hành động phản công nào đáng kể trong giai đoạn này, Independence chuyển sang các hoạt động thường xuyên ban ngày, tấn công vào các mục tiêu trên đảo Luzon. Sau khi được tiếp tế tại Ulithi vào đầu tháng 10, Lực lượng Đặc nhiệm 38 lên đường ngày 6 tháng 10 hướng đến Okinawa. Trong những ngày tiếp theo sau, các con tàu sân bay không kích Okinawa, Đài Loan và Philippines thể hiện khả năng di chuyển và cân bằng của hạm đội. Các đợt phản không trên không của Nhật bị đẩy lui, khi Independence còn hỗ trợ bảo vệ cho đội đặc nhiệm vào ban ngày ngoài việc thực hiện tuần tra chiến đấu và trinh sát vào ban đêm.
Khi các đội đặc nhiệm tàu sân bay di chuyển đến phía Đông Philippines vào ngày 23 tháng 10, nó trở nên rõ ràng, như Đô đốc Robert Carney sau này nhớ lại, rằng "có cái gì đó với quy mô lớn sắp xảy ra". Đó chính là hạm đội Nhật Bản đang tiến đến gần với ba gọng kìm nhằm phản công lại cuộc đổ bộ của Mỹ tại vịnh Leyte. Trong quá trình Trận chiến biển Sibuyan diễn ra sau đó, máy bay xuất phát từ Đội đặc nhiệm 38.2 của Independence dưới quyền chỉ huy của Chuẩn Đô đốc Bogan đã phát hiện lực lượng tấn công của Phó Đô đốc Takeo Kurita trong biển Sibuyan vào ngày 24 tháng 10. Máy bay của Independence và các tàu sân bay khác đã tung ra nhiều đợt tấn công liên tục, đánh chìm thiết giáp hạm khổng lồ Musashi và đánh hỏng một tàu tuần dương.
Chiều tối hôm đó Đô đốc William Halsey ra một quyết định tai hại cho Lực lượng Đặc nhiệm 38 quay mũi hướng lên phía Bắc truy đuổi đội tàu sân bay của Đô đốc Jisaburo Ozawa. Những chiếc máy bay trinh sát bay đêm của Independence bắt gặp và tiếp tục theo dõi các tàu chiến Nhật Bản cho đến bình minh ngày 26 tháng 10, khi các tàu sân bay tung ra một đợt tấn công lớn. Trong phần thứ hai của Trận chiến vịnh Leyte vĩ đại này, cả bốn chiếc tàu sân bay Nhật Bản đều bị đánh chìm, trong khi các tàu chiến Mỹ có được một chiến thắng lớn tại Trận chiến eo biển Surigao và các tàu sân bay hộ tống Mỹ tí hon đã cầm cự được trước các tàu chiến hùng mạnh của Đô đốc Kurita trong Trận chiến ngoài khơi Samar. Sau trận đánh lớn này, vốn đặt một dấu chấm hết lớn cho mối đe dọa chính của Hải quân Nhật Bản, Independence tiếp tục tung máy bay trinh sát và tiêm kích tuần tra ban đêm để bảo vệ cho Lực lượng Đặc nhiệm38 tại Philippine. Trong các hoạt động này, chiếc tàu sân bay đã đóng góp phần đáng kể trong việc phát triển học thuyết về chiến thuật của đội đặc nhiệm tàu sân bay.
Independence quay trở về Ulithi cho một đợt nghỉ ngơi và tiếp liệu đã bị trì hoãn khá lâu từ ngày 9 đến ngày 14 tháng 11, nhưng không lâu sau lại phải lên đường hoạt động ngoài khơi Philippine trong các nhiệm vụ tấn công ban đêm và phòng vệ. Công việc này được tiếp tục cho đến ngày 30 tháng 12 năm 1944, khi lực lượng đặc nhiệm hùng mạnh lại rời Ulithi hướng lên phía Bắc một lần nữa. Từ ngày 3 đến ngày 9 tháng 1 năm 1945, những chiếc tàu sân bay hỗ trợ cho việc đổ bộ lên Lingayen thuộc đảo Luzon, rồi sau đó Đô đốc Halsey táo bạo đưa hạm đội của ông đột kích vào biển Nam Trung Quốc. Trong những ngày sau đó, máy bay của Lực lượng Đặc nhiệm tấn công các sân bay trên đảo Đài Loan và dọc theo bờ biển Đông Dương và Trung Quốc. Các hoạt động này nhằm hỗ trợ cho chiến dịch Philippine, nhưng cũng kết thúc một giai đoạn hoạt động ban đêm của con tàu sân bay, và Independence lên đường ngày 30 tháng 1 năm 1945 quay về Trân Châu Cảng để sửa chữa.

### Okinawa
Independence quay trở về Ulithi ngày 13 tháng 3 năm 1945 rồi lại khởi hành ngay ngày hôm sau để tiến hành chiến dịch không kích Okinawa, mục tiêu cuối cùng tại Thái Bình Dương trước khi đến lượt bản thân Nhật Bản. Chiếc tàu sân bay thực hiện đợt không kích chuẩn bị cho cuộc chiếm đóng từ ngày 30 đến ngày 31 tháng 3, và sau khi cuộc đổ bộ diễn ra vào ngày 1 tháng 4, nó tuần tra ngoài khơi hòn đảo tung máy bay tuần tra chiến đấu trên không và không kích hỗ trợ mặt đất. Máy bay của nó đã bắn rơi nhiều máy bay đối phương trong những nỗ lực vô vọng của Nhật Bản nhằm phản công vào lực lượng đổ bộ. ở lại ngoài khơi Okinawa cho đến ngày 10 tháng 6 khi nó lên đường quay về Leyte.
Trong tháng 7 và tháng 8, Independence tham gia các đợt tấn công bằng tàu sân bay cuối cùng xuống chính quốc Nhật Bản, đánh thẳng vào tinh thần chiến đấu của binh lính đối phương. Sau khi chiến tranh kết thúc vào ngày 15 tháng 8, máy bay của Independence tiếp tục các phi vụ trinh sát bên trên chính quốc Nhật Bản nhằm phát hiện các trại tập trung tù binh cũng như hỗ trợ cho việc độ bộ lực lượng chiếm đóng Đồng Minh. Chiếc tàu sân bay rời Tokyo ngày 22 tháng 9 năm 1945, đi ngang qua Saipan và Guam trước khi về đến San Francisco ngày 31 tháng 10 năm 1945.

### Thử nghiệm bom nguyên tử trên đảo san hô Bikini

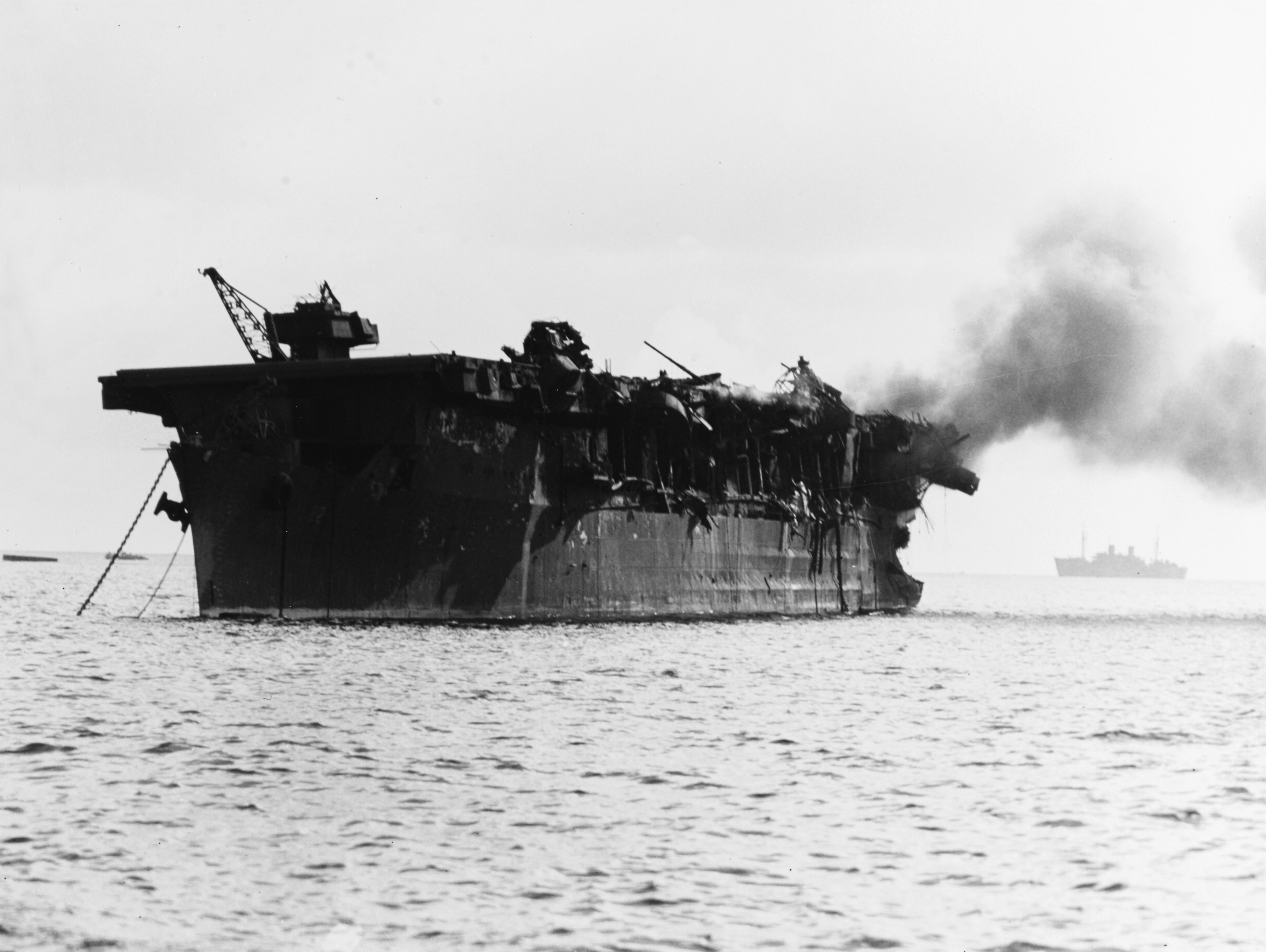
USS Independence bốc cháy ở phần đuôi con tàu sau đợt thử nghiệm bom nguyên tử Able trong chiến dịch Crossroads, ngày 1 tháng 7 năm 1946

Independence tham gia vào Chiến dịch Magic Carpet chuyên chở các cựu chiến binh quay trở về Hoa Kỳ, bắt đầu từ ngày 15 tháng 11 năm 1945 cho đến khi nó quay về San Francisco ngày 28 tháng 1 năm 1946. Được chỉ định làm một tàu mục tiêu cho cuộc thử nghiệm bom nguyên tử tại Bikini ngày 1 tháng 7, nó được đặt cách tâm điểm vụ nổ 2,4 km (1,5 dặm). Tuy nhiên, chiếc tàu chiến kỳ cựu đã không bị chìm, cho dù ống khói và đảo cấu trúc thượng tầng bị sụp đổ do vụ nổ; và sau khi tham gia vào một vụ nổ thử nghiệm thứ hai vào ngày 25 tháng 7 mà vẫn sống sót, nó được kéo về Kwajalein và được cho ngừng hoạt động vào ngày 28 tháng 8 năm 1946. Thân tàu bị nhiễm phóng xạ nặng sau đó được đưa về Trân Châu Cảng và San Francisco để tiếp tục khảo sát, và cuối cùng nó bị đánh đắm ngoài khơi vùng biển San Francisco, California vào ngày 29 tháng 1 năm 1951. Những cuộc tranh cãi sau đó đã nổ ra về việc đánh chìm Independence, xoay quanh việc dư luận cho rằng nó đã được chất lên các thùng chứa chất thải phóng xạ vào lúc nó được đánh chìm, và các chất thải này đã gây hại cho môi trường sinh sống hoang dã và ảnh hưởng đến công nghiệp đánh cá của quần đảo Farallon.

## Phần thưởng
Independence được tặng thưởng tám Ngôi sao Chiến đấu do thành tích phục vụ trong Thế Chiến II.
|  | Silver star · Bronze star · Bronze star · Bronze star |                           |
|  |                                                       | Bronze star · Bronze star |

| Huân chương Chiến dịch Hoa Kỳ           | Huân chương Chiến dịch Châu Á-Thái Bình Dương với 8 Ngôi sao Chiến trận | Huân chương Chiến thắng Thế Chiến II                        |
| Huân chương Phục vụ Chiếm đóng Hải quân | Đơn vị Tuyên dương Tổng thống Philippine                                | Huân chương Giải phóng Philippine với 2 Ngôi sao Chiến trận |